# École de Kyoto (peinture)

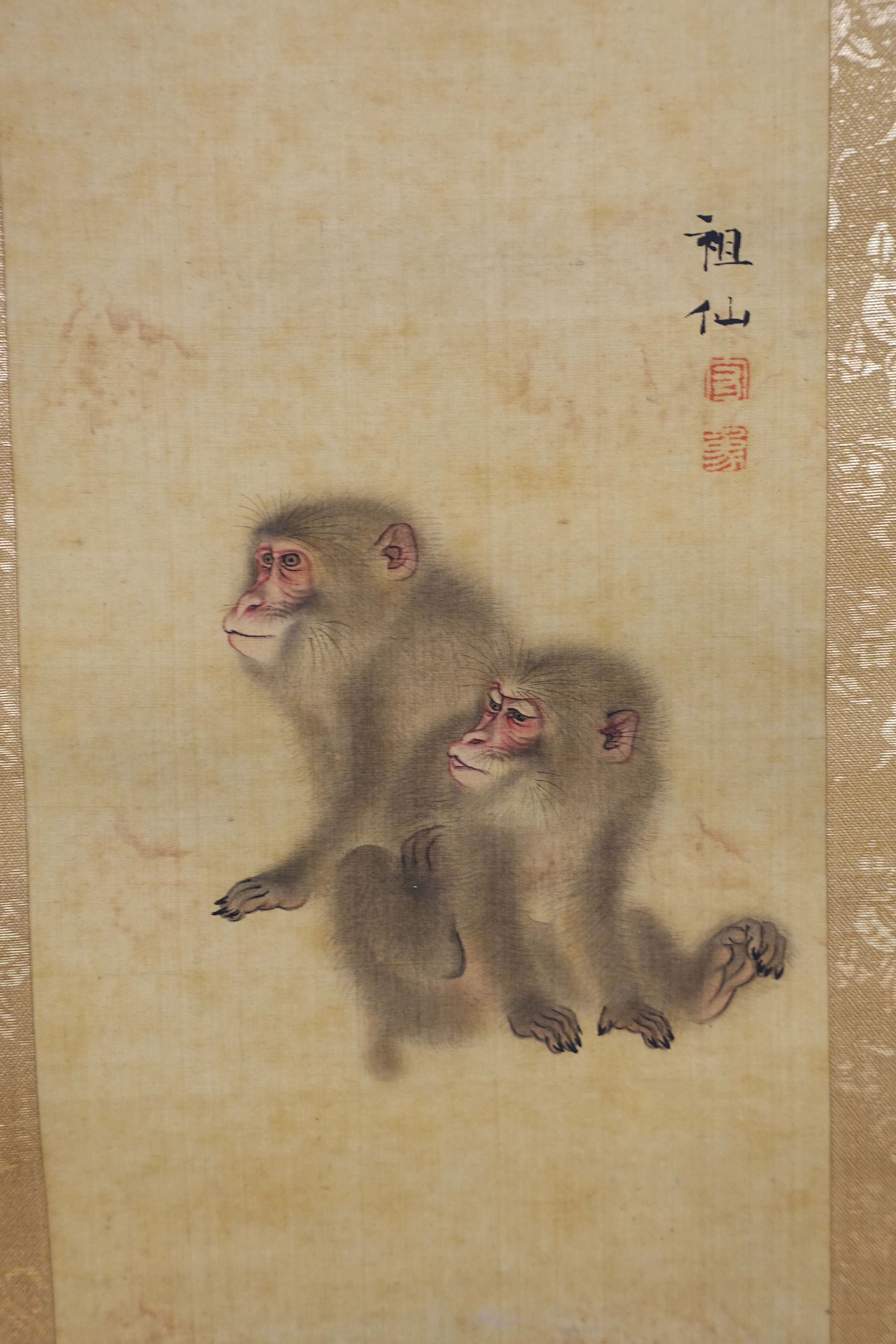
Singes par Mori Sosen (1747-1821). Encre et couleurs sur soie. Rouleau suspendu, L. 16 cm. Metropolitan Museum of Art

L’école de Kyoto (京都派 -ha) est constituée d'un ensemble de styles et d'écoles de peinture japonaise de la fin de l'époque d'Edo. Bien qu'il existe de nombreuses et importantes similitudes entre les styles à l'intérieur de l'école, ces styles présentent des différences clés qui les séparent. Beaucoup sont en fait des réactions les unes par rapport aux autres, un artiste ou un groupe d'artistes cherchant à s'exprimer différemment de celui qui l'entoure.
Une des écoles les plus en vue, sous l'égide de l'école Kyoto est l'école Shijō, nommée d'après la rue où nombre d'artistes ont leur studio. Shijō (四条) se traduit littéralement par « quatrième avenue ». Cette école cherche à produire une synthèse du style plus réaliste de Maruyama Ōkyo avec celui du genre bunjin-ga ou styles de l'École du Sud . Mori Sosen est un des plus importants peintres de l'école Shijō.
De son côté, la nanga, autre nom du « bunjin-ga », se rebelle contre le réalisme de Ōkyo et les artistes Shijō, cherchant à retourner à l'inspiration et au style de la peinture de lettrés de la peinture chinoise.